# Lonchodraco
Lonchodraco es un género extinto de pterosaurio pterodactiloideo que vivió durante el Cretácico Inferior en lo que ahora es Inglaterra.

## Historia

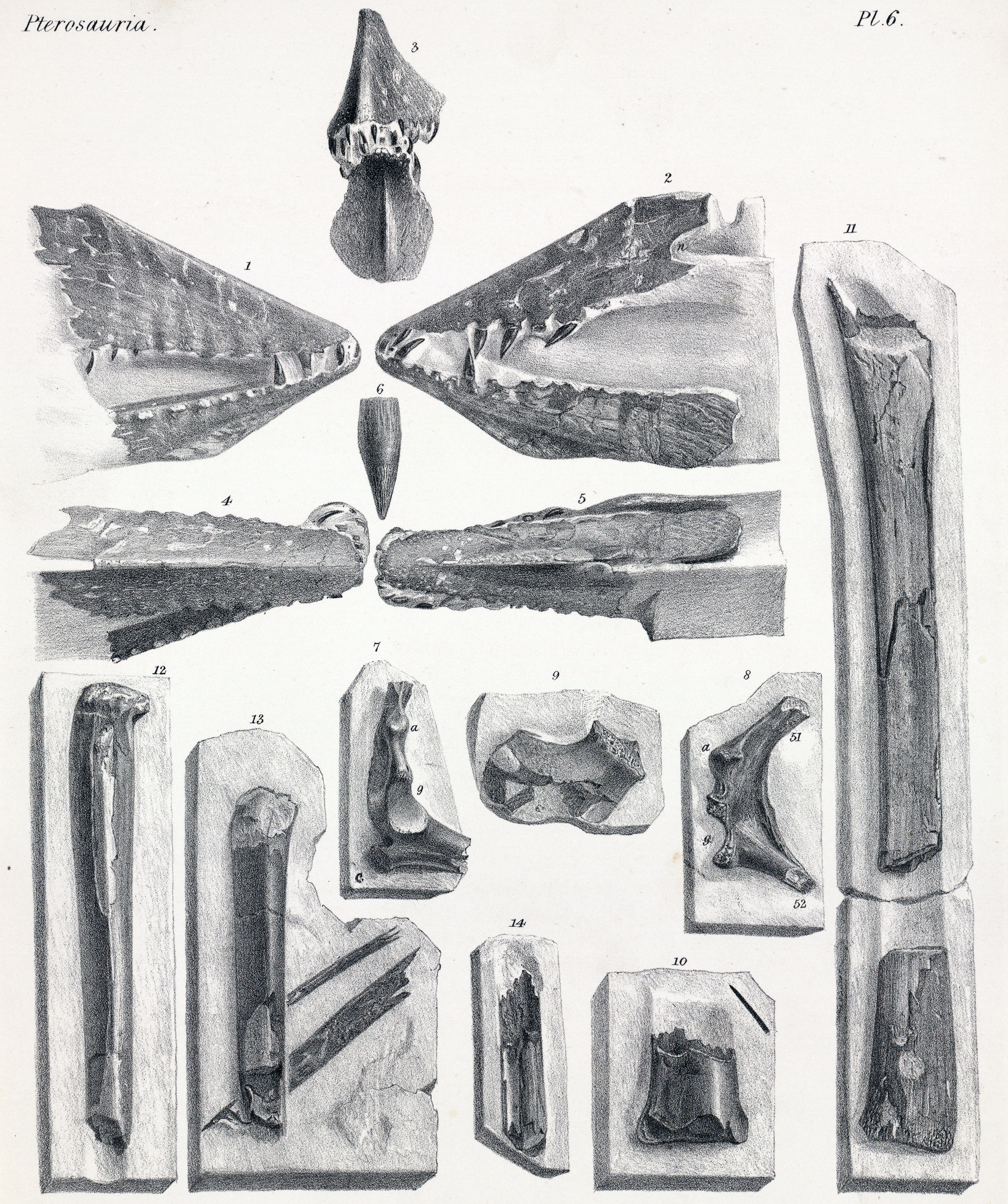
Litografía del lectotipo de L. giganteus.

En 1846, James Scott Bowerbank nombró y describió algunos restos hallados en una cantera de caliza en Burham cerca de Maidstone en Kent, como una nueva especie de Pterodactylus: Pterodactylus giganteus. El nombre de la especie significa "el gigante" en latín. En la misma cantera se hallaron restos de Pterodactylus cuvieri. En 1848 Bowerbank publicó un estudio histológico de la estructura del hueso de P. giganteus.
Por entonces, el British Association Code de 1843 permitía cambiar nombres si estos eran inapropiados. En 1850, Richard Owen, considerando que la especie no era particularmente grande, la renombró como Pterodactylus conirostris, "con hocico de cono", basándose en dicha característica que es parte del espécimen NHMUK PV 39412. Sin embargo, después de las insistentes objeciones de Bowerbank, Owen se retractó del nombre de 1851, cuando él describió los hallazgos en mayor detalle.
En 1914 Reginald Walter Hooley asignó la especie al nuevo género Lonchodectes, "la lanza mordedora", como Lonchodectes giganteus. En 2013, Taissa Rodrigues y Alexander Wilhelm Armin Kellner concluyeron que la especie tipo de Lonchodectes, Lonchodectes compressirostris, era un nomen dubium. Por tanto ellos crearon un nuevo género, Lonchodraco, combinando el término griego λόγχη, lonchē, "lanza", con el latín draco, "dragón". Pterodactylus giganteus es la especie tipo de Lonchodraco, por lo que el nombre resultante es Lonchodraco giganteus. Otras dos especies previamente asignadas a Lonchodectes fueron trasladas a este nuevo género, con lo que pasan a denominarse Lonchodraco machaerorhynchus y Lonchodraco(?) microdon. El signo de interrogación en este último nombre indica que los autores no están seguros sobre que tan correcta es esta asignación.
Rodrigues y Kellner consideraron a NHMUK PV 39412 como el lectotipo de Lonchodraco giganteus, según la elección realizada por Peter Wellnhofer en 1978. Fue hallado en una capa de la Formación Chalk, que data de entre el Cenomaniense al Turoniense. Consiste en la parte frontal del hocico, el frente de un par de mandíbulas inferiores, una pieza de un escapulocoracoides, la parte superior de un húmero y de una ulna, y una parte de una falange del dedo del ala.
En 1869, Harry Govier Seeley nombró a Ptenodactylus machaerorhynchus, al mismo tiempo negando su validez como nombre, lo que lo deja sin fundamente según los estándares modernos. En 1870, Seeley se había dado cuenta de que el nombre de género Ptenodactylus había sido ya usado renombró a la especie como Ornithocheirus machaerorhynchus. El nombre de la especie significa "hocico de sable" en griego. En 1914 Hooley lo renombró como Lonchodectes machae[r]orhynchus. Su holotipo, CAMSM B54855, fue hallado cerca de Cambridge en una capa de Cambridge Greensand que data del Cenomaniano pero que contiene fósiles reelaborados del más antiguo Albiense. Consiste en el extremo posterior de una sínfisis de la mandíbula inferior.
También en 1869, Seeley nombró a Ptenodactylus microdon. En 1870, él lo renombró como Ornithocheirus microdon, que significa "diente pequeño", y en 1914 Hooley lo renombra como Lonchodectes microdon. Su holotipo, CAMSM B54486, proviene de Cambridge Greensand y consiste en la parte frontal de un hocico. 
El espécimen tipo de Ornithocheirus oweni Seeley 1870, CAMSM B 54439, fue referido a Lonchodraco(?) microdon en el mismo estudio en que se nombró a Lonchodraco, siguiendo las conclusiones de David Unwin en 2001, y esta especie podría ser por tanto un sinónimo más moderno.

## Descripción

### Lonchodracocomo un clado

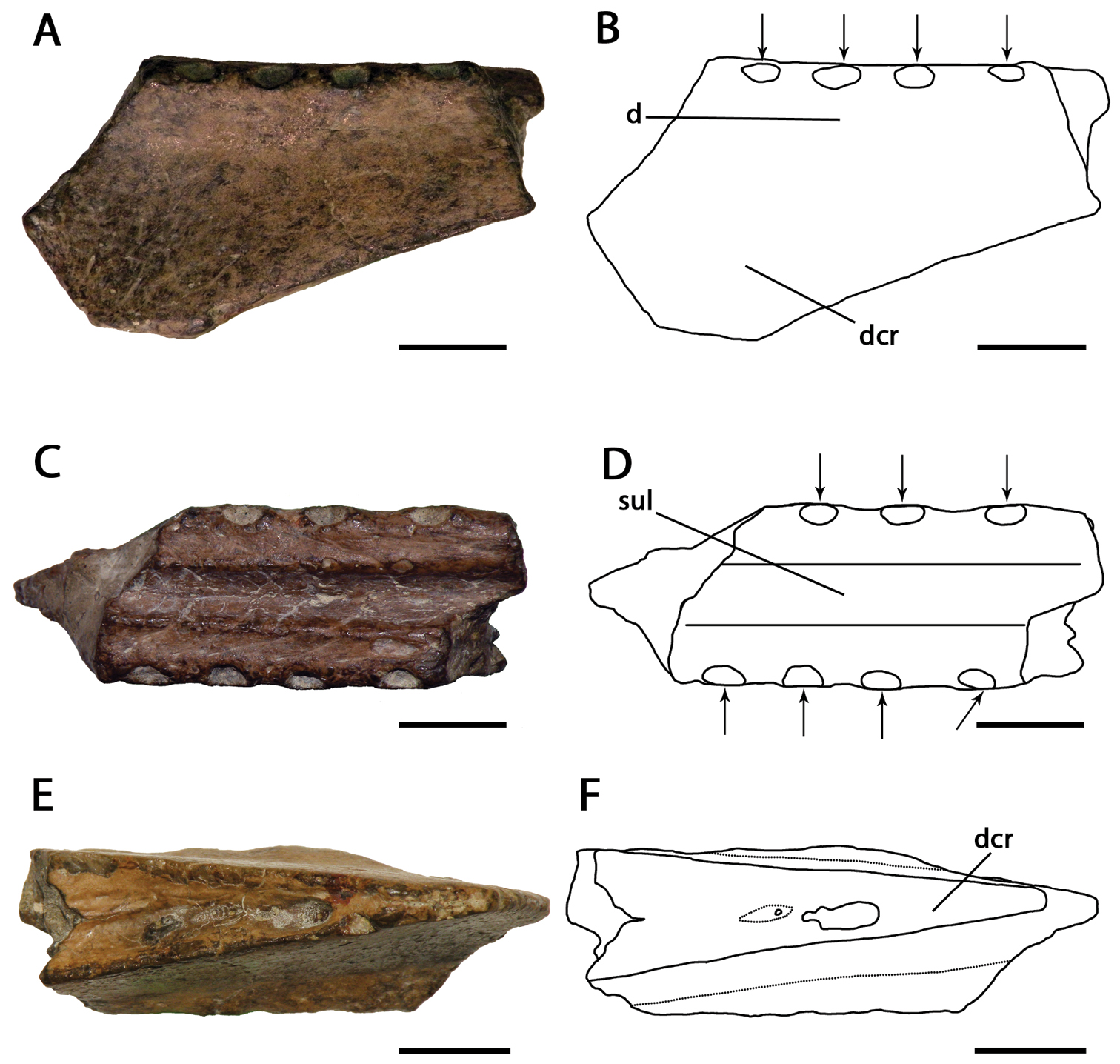
Holotipo de L. machaerorhynchus

Rodrigues & Kellner trataron a Lonchodraco es un clado, que por lo tanto posee sinapomorfias, es decir rasgos derivados compartidos, estableciendo aparte a este clado de los grupos relacionados. Ellos establecieron uno: los alvéolos dentales son elevados en relación con el paladar y al borde la mandíbula inferior. También tiene una combinación de rasgos que por sí solos no son únicos. Los alvéolos dentales en el frente de la mandíbulas son pequeños, con un diámetro de no más de cuatro milímetros. Estos alvéolos no varían de manera significativa en tamaño. La distancia entre los alvéolos equivale al tamaño de su diámetro. El borde medio en el paladar en alto. Poseen una cresta en la parte baja de la mandíbula inferior.
Cada una de las especies de Lonchodraco tiene sus propios rasgos derivados, autapomorfias, y a veces una combinación única de características.

### Lonchodraco giganteus
Bowerbank estimó que P. giganteus tenía una envergadura de entre 2.4 a  2.7 metros.
Rodrigues & Kellner establecieron dos autapomorfias de Lonchodraco giganteus. Bajo la parte frontal de la mandíbula inferior tenía una cresta corta en forma de cuchilla. Tiene una densidad de cerca de seis alvéolos dentales por cada tres centímetros de borde de la mandíbula. Su combinación única de rasgos es: el hocico tiene una cresta; la parte frontal del hocico es redondeada; la parte frontal de la mandíbula inferior es redondeada; los márgenes de los alvéolos frontales divergen.

### Lonchodraco machaerorhynchus
Rodrigues & Kellner establecieron cuatro autapomorfias de Lonchodraco machaerorhynchus. Una cresta alta está presente en la zona baja de la mandíbula inferior. En la parte posterior el perfil de la cresta se vuelve hacia arriba. Detrás de la cresta hay una depresión en la parte inferior de la mandíbula. El surco en la parte media en la parte superior de la sínfisis de la mandíbula inferior es profundo. Adicionalmente, tiene una densidad de 4.5 dientes por cada tres centímetros del borde mandibular.

### Lonchodraco(?) microdon

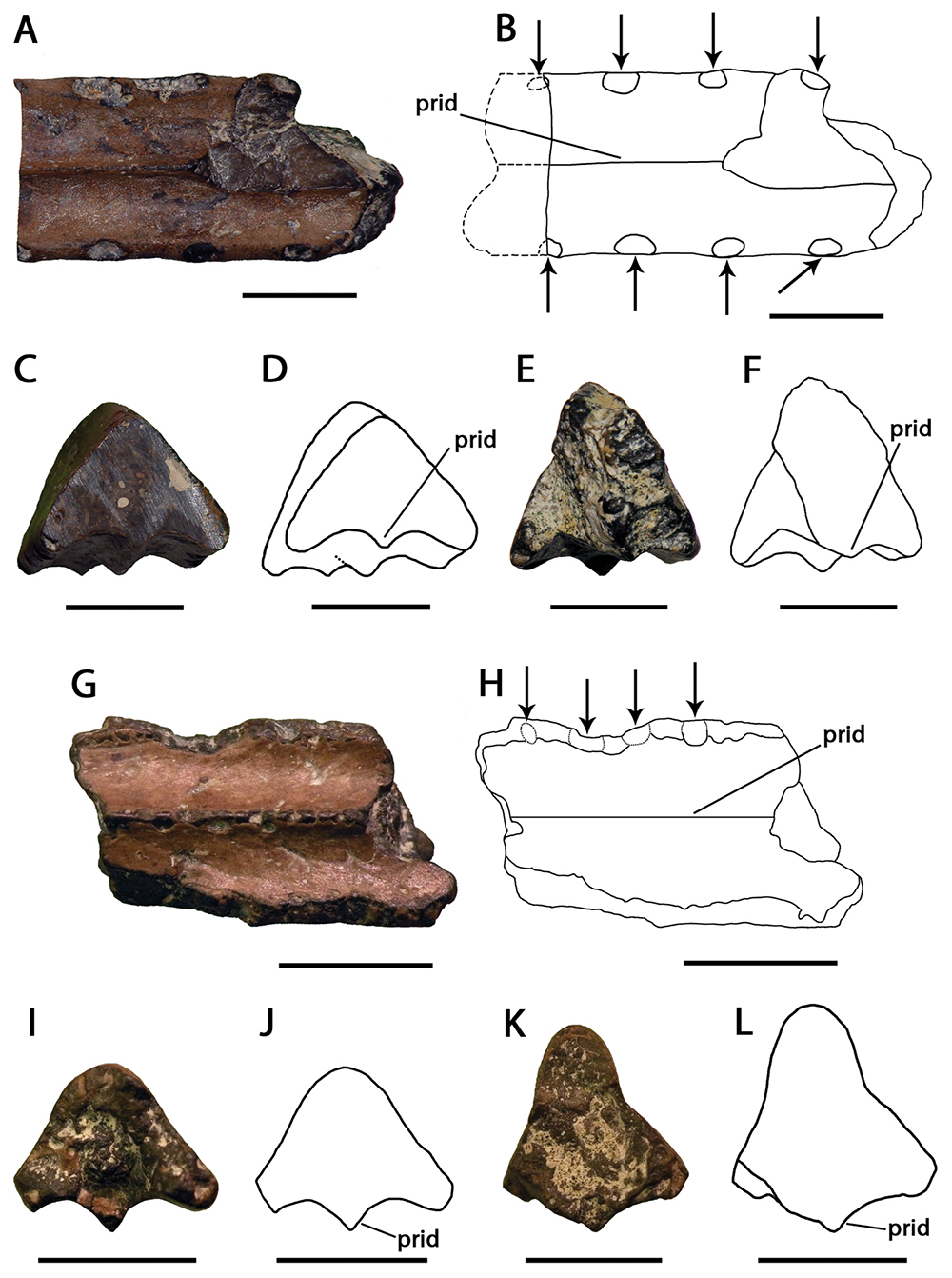
Holotipo de L.(?) microdon y un espécimen referido.

Rodrigues & Kellner establecieron dos autapomorfias de Lonchodraco(?) microdon. Un borde alto se encuentra en la línea media del paladar. La distancia entre los alvéolos exceden sus diámetros. Tiene una combinación única de rasgos: carece de cresta en el hocico; el perfil de la punta del hocico es redondeado; el paladar es convexo el borde medio y los bordes de las mandíbulas; tiene una densidad de 4.5 dientes por cada tres centímetros del borde mandibular.

## Filogenia
Rodrigues y Kellner en 2013 asignaron a Lonchodraco a la familia Lonchodraconidae, la cual no fue definida como un clado y de la cual Lonchodraco es su único miembro. En los análisis cladísticos las tres especies de Lonchodraco forman una agrupación, pero fue imposible obtener una posición precisa debido a que su inclusión en la base de datos hizo que el árbol filogenético colapsara en una politomía que contenía no solo a las tres especies del género, sino a todos los Pterodactyloidea e incluso a la familia Rhamphorhynchidae.